# Максимовка (Гадячский район)
Максимовка (укр. Максимівка) — село,
Рымаровский сельский совет,
Гадячский район,
Полтавская область,
Украина.
Код КОАТУУ — 5320486503. Население по переписи 2001 года составляло 265 человек.

## Географическое положение
Село Максимовка находится на левом берегу реки Грунь,
на противоположном берегу расположены сёла Сватки и Рымаровка. 
Река в этом месте извилистая, образует лиманы, старицы и заболоченные озёра.

## История
- 1610 — дата основания.